# Дюбю, Андре
Андре Жюль Дюбю II (11 августа 1936 года — 24 февраля 1999 года) — американский писатель, автор драматических рассказов и эссе.

## Биография
Андре Жюль Дюбю II родился в Лейк-Чарльзе (штат Луизиана), в семье каджунско-ирландской католической семье, был младшим из троих детей. В 1958 году он окончил колледж по специальности «Журналистика». Затем он провел 6 лет в морской пехоте, в конечном итоге дослужившись до звания капитана. После ухода из морской пехоты Дубус переехал с женой и четырьмя детьми в Айова-Сити. Затем семья переехала в Хаверхилл (штат Массачусетс), где Дубу провёл большую часть своей академической карьеры, преподавая литературу в Брэдфорд-колледже.
В его жизни было несколько больших трагедий. Его дочь была изнасилована в ранней молодости, что вызвало у Дюбю многолетнюю паранойю по поводу безопасности его близких. Он много лет носил с собой огнестрельное оружие, чтобы защитить себя и окружающих, пока однажды чуть не застрелил пьяного мужчину, который спорил с его сыном Андре возле бара в Хаверхилле. Писатель также был серьезно ранен в автокатастрофе в ночь на 23 июля 1986 года, в результате которой потерял часть правой ноги и потерял возможность ходить левой.
Дюбю написал за жизнь 1 роман и в основном писал рассказы, повести и эссе. Его любимыми писателями были Эрнест Хэмингуэй и Антон Павлович Чехов. Дюбю был женат 3 раза и был отцом 6 детей, его сын Андре Дюбю III стал успешным писателем.

## Экранизации
- В спальне
- Мы здесь больше не живём